# 불쾌한 과실
《불쾌한 과실》(일본어: 不機嫌な果実)은 하야시 마리코의 소설 작품이다.

## 개요
〈주간 분슌〉에서 1995년 11월 23일호부터 1996년 6월 27일호까지 연재되었다. 1996년 10월에 분게이슌주에서 단행본이 간행되어, 그 후 2001년 1월에 분슌 분코판이 간행되었다.

## 텔레비전 드라마

### 1997년판
1997년 10월 9일부터 12월 18일까지 매주 목요일 22:00 ~ 22:54에 TBS 계열 〈목요일 10시 드라마〉에서 방송되었다. 주연은 이시다 유리코.

#### 캐스트
- 미즈코시 마야코 - 이시다 유리코
- 쿠도 미치히코 - 오카모토 켄이치

#### 스태프
- 각본 - 나카조노 미호, 오노자와 미아키
- 연출 - 쇼노 지로, 카타야마 오사무
- 프로듀서 - 이소야마 아키
- 제작 - TBS

#### 방송 일자
| 제1화                                                       | 1997년 10월 9일 | 13.0% |
| 제2화                                                       | 10월 16일       | 13.5% |
| 제3화                                                       | 10월 23일       | 15.6% |
| 제4화                                                       | 10월 30일       | 14.3% |
| 제5화                                                       | 11월 6일        | 17.5% |
| 제6화                                                       | 11월 13일       | 14.5% |
| 제7화                                                       | 11월 20일       | 14.1% |
| 제8화                                                       | 11월 27일       | 14.7% |
| 제9화                                                       | 12월 4일        | 16.6% |
| 제10화                                                      | 12월 11일       | 13.3% |
| 최종화                                                      | 12월 18일       | 14.5% |
| 평균 시청률 14.7% (시청률은 칸토 지구·비디오 리서치사 조사) |                 |       |

| TBS 목요일 10시 드라마                 | TBS 목요일 10시 드라마               | TBS 목요일 10시 드라마              |
| 이전 작품                              | 작품명                               | 다음 작품                           |
| -------------------------------------- | ------------------------------------ | ----------------------------------- |
| 토모코와 토모코 (1997.7.3 ~ 1997.9.18) | 불쾌한 과실 (1997.10.9 ~ 1997.12.18) | 스위트 시즌 (1998.1.15 ~ 1998.3.26) |

### 2016년판
2016년 4월 29일부터 6월 10일까지 매주 금요일 23:15 ~ 24:15에 TV 아사히 계열 〈금요 나이트 드라마〉에서 방송되었다. 주연은 쿠리야마 치아키.
연속 드라마의 3년 후를 그린 속편 《불쾌한 과실 스페셜~3년째의 바람~》이, 2017년 1월에 TV 아사히 계열에서 스페셜 드라마로 방송될 예정이다.

#### 캐스트
- 미즈코시 마야코 - 쿠리야마 치아키
- 쿠도 미치히코 - 이치하라 하야토
- 타케다 쿠미 - 타카나시 린
- 노무라 켄고 - 나리미야 히로키
- 토오야마 레이코 - 하시모토 마나미
- 미즈코시 코이치 - 이나가키 고로
- 토오야마 시게루 - 롯카쿠 세이지
- 츠쿠이 테츠시 - 미츠이시 켄
- 미즈코시 아야코 - 만다 히사코

#### 스태프
- 각본 - 에가시라 미치루, 코야마 쇼타, 시미즈 유카코
- 음악 - 사와다 칸
- 주제가 - 사이토 카즈요시 〈머디 워터〉 (스피드스타 레코드)
- 제너럴 프로듀서 - 요코치 이쿠에이
- 연출 - 키노시타 나오미, 호시노 카즈나리, 코마츠 타카시
- 제작 - TV 아사히, MMJ

#### 방송 일자
| 각 화                                     | 방송일          | 부제                               | 각본                        | 연출            | 시청률 |
| ----------------------------------------- | --------------- | ---------------------------------- | --------------------------- | --------------- | ------ |
| 제1화                                     | 2016년 4월 29일 | 남편만으로는 충족되지 않아         | 에가시라 미치루             | 키노시타 나오미 | 8.2%   |
| 제2화                                     | 5월 6일         | 하코네에서 금단의 하룻밤           | 에가시라 미치루             | 키노시타 나오미 | 7.4%   |
| 제3화                                     | 5월 13일        | 오각관계의 결말                    | 코야마 쇼타 에가시라 미치루 | 호시노 카즈나리 |        |
| 제4화                                     | 5월 20일        | 남편과 시어머니의 처벌             | 에가시라 미치루             | 코마츠 타카시   |        |
| 제5화                                     | 5월 27일        | 배신의 바비큐                      | 시미즈 유카코               | 키노시타 나오미 |        |
| 제6화                                     | 6월 3일         | 최종장 금단의 사랑, 충격의 결말!   | 에가시라 미치루             | 호시노 카즈나리 | 8.6%   |
| 최종화                                    | 6월 10일        | 새 남편의 비밀… 금단의 사랑, 완결! | 에가시라 미치루             | 키노시타 나오미 |        |
| (시청률은 칸토 지구·비디오 리서치사 조사) |                 |                                    |                             |                 |        |
| 스페셜                                    | 2017년 1월      | 불쾌한 과실 스페셜~3년째의 바람~   | 에가시라 미치루             | 코마츠 타카시   |        |

| TV 아사히 금요 나이트 드라마         | TV 아사히 금요 나이트 드라마        | TV 아사히 금요 나이트 드라마                    |
| 이전 작품                            | 작품명                              | 다음 작품                                       |
| ------------------------------------ | ----------------------------------- | ----------------------------------------------- |
| 스미카 스미레 (2016.2.5 ~ 2016.3.25) | 불쾌한 과실 (2016.4.29 ~ 2016.6.10) | 그·라·메!~총리의 요리사~ (2016.7.22 ~ 2016.9.9) |

## 영화
1997년에 쇼치쿠 배급으로 공개되었다.

### 캐스트
- 미즈코시 마야코 - 미나미 카호

### 스태프
- 감독 - 나루세 카츠오
- 각본 - 츠츠이 토모미
- 프로듀서 - 카타오카 키미오
- 촬영 - 후지사와 준이치
- 미술 - 이소다 노리히로
- 편집 - 미야지마 류지
- 제작 - 쇼치쿠, 토호쿠 신샤 크리에이츠